# Szabó Iván (forgatókönyvíró)
Szabó Iván (Budapest, 1982 –) magyar forgatókönyvíró, filmrendező, filmdramaturg, egyetemi adjunktus.

## Életpályája
1997-2001 között az Alternatív Közgazdasági Gimnázium tanulója volt. 2001-2006 között a Színház- és Filmművészeti Egyetem mozgókép-tudomány szakos hallgatója volt. 2006-2008 között a Leeds Metropolitan University MA filmrendező szakán tanult. 2008-2011 között a Színház- és Filmművészeti Egyetem doktori iskolájának hallgatója volt, ahol 2012-ben DLA fokozatot szerzett (témavezetője: dr. Schulze Éva). Az intézmény egyetemi adjunktusa, osztályvezető tanára. Oktatott tárgyai: forgatókönyvírás, dramaturgia.

## Forgatókönyvírói munkái
- Rohadt dolog (2003)
- Vespa (2010)
- Hacktion: Újratöltve (2011)
- Toldi (2012)
- Viharsarok (2014)
- Az állampolgár (2016)

## Rendezői munkái
- Vörös (2008)